# Myśli i Ludzie
Myśli i Ludzie – seria wydawnicza istniejąca od 1960 roku wydawana przez wydawnictwo Wiedza Powszechna. Poświęcona jest omówieniu działalności i poglądów filozofów, socjologów i pedagogów. Każdy tomik z serii zawiera krótką monografię jednej postaci lub omawianego kierunku i wybór najbardziej reprezentatywnych dla danego myśliciela lub szkoły pism.

## Dotychczas wydane pozycje (według nazwisk autorów)
- Stefan Amsterdamski, Engels (1964)
- Bolesław Andrzejewski, Wilhelm von Humboldt (1989)
- Walentyn Asmus, Lew Tołstoj (1964)
- Józef Bielawski, Ibn Chaldun (2000)
- Józef Borgosz, Tomasz z Akwinu (1962)
- Agnieszka Bron-Wojciechowska, Grundtvig (1986)
- Hanna Buczyńska-Garewicz, Cassirer (1963)
- Hanna Buczyńska-Garewicz, James (I wyd. 1973, II wyd. 2001)
- Hanna Buczyńska-Garewicz, Koło Wiedeńskie (1960)
- Hanna Buczyńska-Garewicz, Peirce (1965)
- Mirosław Chałubiński, Fromm (I wyd. 1993, II wyd. 2005)
- Dobrochna Dembińska-Siury, Plotyn (1995)
- Urszula Dobrzycka, Abramowski (1991)
- Jan Dziżyński, Proudhon (1975)
- Ryszard Gaj, Ortega y Gasset (2007)[1]
- Janina Gajda, Pitagorejczycy (1996)
- Janina Gajda, Sofiści (1989)
- Włodzimierz Galewicz, N. Hartmann (1987)
- Jan Garewicz, Schopenhauer (III wyd. 2000)
- Mieczysław Gordon, Leibniz (1974)
- Tadeusz Grzesik, Anzelm z Canterbury (2004)
- Jan Hellwig, Cieszkowski (1979)
- Michał Hempoliński, Brytyjska filozofia analityczna (1974)
- Bogusław Jasiński, Lukács (1985)
- Anna Jedynak, Ajdukiewicz (2003)
- Stanisław Jedynak, Etyka polska w latach 1863–1918 (1977)
- Stanisław Jedynak, Hume (1974)
- Marian Jelenkowski, Owen (1981)
- Leon Joachimowicz, Sceptycyzm grecki (1972)
- Leon Joachimowicz, Seneka (I wyd. 1977, II wyd. 2004)
- Andrzej Kasia, św. Augustyn (1960)
- Leszek Kasprzyk, Spencer (1967)
- Agnieszka Kijewska, Eriugena (2005)
- Agnieszka Kijewska, Święty Augustyn (2007)
- Andrzej Kołakowski, Spengler (1981)
- Tadeusz Kowalik, Krzywicki (1965)
- Zdzisław Krasnodębski, Max Weber (1999)
- Irena Krońska, Sokrates (VI wyd. 2001)
- Tadeusz Kroński, Hegel (II wyd. 1966)
- Tadeusz Kroński, Kant (1966)
- Sław Krzemień-Ojak, Labriola (1975)
- Sław Krzemień-Ojak, Taine (1966)
- Sław Krzemień-Ojak, Vico (1971)
- Andrzej Książek, Tatarkiewicz (2010)[2]
- Zbigniew Kuderowicz, Dilthey (II wyd. 1987)
- Zbigniew Kuderowicz, Fichte (1969)
- Zbigniew Kuderowicz, Hegel i jego uczniowie (1984)
- Zbigniew Kuderowicz, Kant (2000)
- Zbigniew Kuderowicz, Nietzsche (III wyd. 1990, IV wyd. 2004)
- Ija Lazari-Pawłowska, Gandhi (1967)
- Ija Lazari-Pawłowska, Nehru (1991)
- Ija Lazari-Pawłowska, Schweitzer (1976)
- Małgorzata Legiędź-Gałuszka, Czarnowski (1990)
- Henryk Leszczyna, Petrażycki (1974)
- Kazimierz Leśniak, Arystoteles (III wyd. 1989)
- Kazimierz Leśniak, Franciszek Bacon (II wyd. 1967)
- Kazimierz Leśniak, Lukrecjusz (II wyd. 1985)
- Kazimierz Leśniak, Materialiści greccy w epoce przedsokratejskiej (1972)
- Kazimierz Leśniak, Platon (II wyd. 1993)
- Rett Ludwikowski, Jan Woleński, J. S. Mill (1979)
- Jerzy Ładyka, Dembowski (1968)
- Stanisław Macheta, Kołłątaj (1973)
- Witold Mackiewicz, Brzozowski (II wyd. 1983)
- Sławomir Magala, Simmel (1980)
- Mieczysław Maneli, Machiavelli (1968)
- Karol Martel, Lenin (1965)
- Stanisław Michalski, Karpowicz (1979)
- Jacek Migasiński, Merleau-Ponty (1995)
- Janusz Mucha, Cooley (1992)
- Janusz Mucha, C. W. Mills (1985)
- Andrzej Nowicki, Giordano Bruno (1979)
- Andrzej Nowicki, Vanini (1987)
- Andrzej Nowicki, Witwicki (1982)
- Zbigniew Ogonowski, Socynianizm polski (1960)
- Bogdan Ogrodnik, Ingarden (2000)
- Wincenty Okoń, Dawid (1980)
- Ryszard Palacz, Abelard (1966)
- Ryszard Palacz, Ockham (1982)
- Andrzej Paluch, Malinowski (II wyd. 1983)
- Ryszard Panasiuk, Feuerbach (II wyd. 1981)
- Ryszard Panasiuk, Lewica heglowska (1969)
- Ryszard Panasiuk, Schelling (1988)
- Danuta Petsch, Tomasz Morus (1962)
- Tadeusz Płużański, Mounier (1967)
- Tadeusz Płużański, Pascal (II wyd. 2001)
- Tadeusz Płużański, Teilhard de Chardin (II wyd. 1988)
- Andrzej Przyłębski, Gadamer (2006)
- Zofia Rosińska, Freud (II wyd. 2002)
- Zofia Rosińska, Jung (1982)
- Roman Rudziński, Jaspers (1978)
- Jerzy Rudzki, Świętochowski (1963)
- Włodzimierz Rydzewski, Kropotkin (1979)
- Marek J. Siemek, Fryderyk Schiller (1970)
- Adam Sikora, Fourier (1989)
- Adam Sikora, Gromady Ludu Polskiego (1974)
- Adam Sikora, Hoene-Wroński (1995)
- Adam Sikora, Saint-Simon (1991)
- Adam Sikora, Towiański i rozterki romantyzmu (II wyd. 1984)
- Barbara Skarga, Claude Bernard (1970)
- Barbara Skarga, Comte (II wyd. 1977)
- Barbara Skarga, Renan (II wyd. 2002)
- Marian Skrzypek, Diderot (1982)
- Marian Skrzypek, Holbach (1978)
- Bogdan Suchodolski, Komeński (1979)
- Jerzy Szacki, Durkheim (1964)
- Jerzy Szacki, Znaniecki (1986)
- Irena Szumilewicz, Poincaré (1978)
- Waleria Szydłowska, Camus (2002)
- Andrzej Ściegienny, Luter (1967)
- Paweł Śpiewak, Gramsci (1977)
- Ruta Światło, Plechanow (1979)
- Krystyna Święcicka, Husserl (I wyd. 1993, II wyd. 2005)
- Wiesław Theiss, Radlińska (1984)
- Karol Toeplitz, Kierkegaard (II wyd. 1980)
- Roman Tokarczyk, Hobbes (1987)
- Roman Tokarczyk, Winstanley (1975)
- Janusz Trybusiewicz, De Maistre (1968)
- Włodzimierz Tyburski, Elzenberg (2006)
- Marek Waldenberg, Kautsky (1976)
- Adam Węgrzecki, Scheler (1975)
- Irena Wojnar, Bergson (1985)
- Irena Wojnar, Łunaczarski (1980)
- Jan Woleński, Kotarbiński (1990)
- Stefan Wołoszyn, Korczak (II wyd. 1982)
- Stefan Zabieglik, Adam Smith (2003)
- (praca zbiorowa), Filozofia XX wieku, 2 tomy (2002)
- (praca zbiorowa), Filozofia i socjologia XX wieku, 2 tomy (II wyd. 1965)
- (praca zbiorowa), Filozofia polska (1967)
- (praca zbiorowa), Filozofia współczesna, 2 tomy (I wyd. 1983, II wyd. 1990)